# Castro de Ranhobre
O Castro de Ranhobre (em galego: Castro de Rañobre) é um castro de forma elíptica com as defesas muito suavizadas pelos trabalhos agrícolas. Só estão visíveis o aterro, um fosso e um parapeito.
Pelo castro passa uma estrada, há várias moradias e é usado como uma zona agrícola.

## Descrição

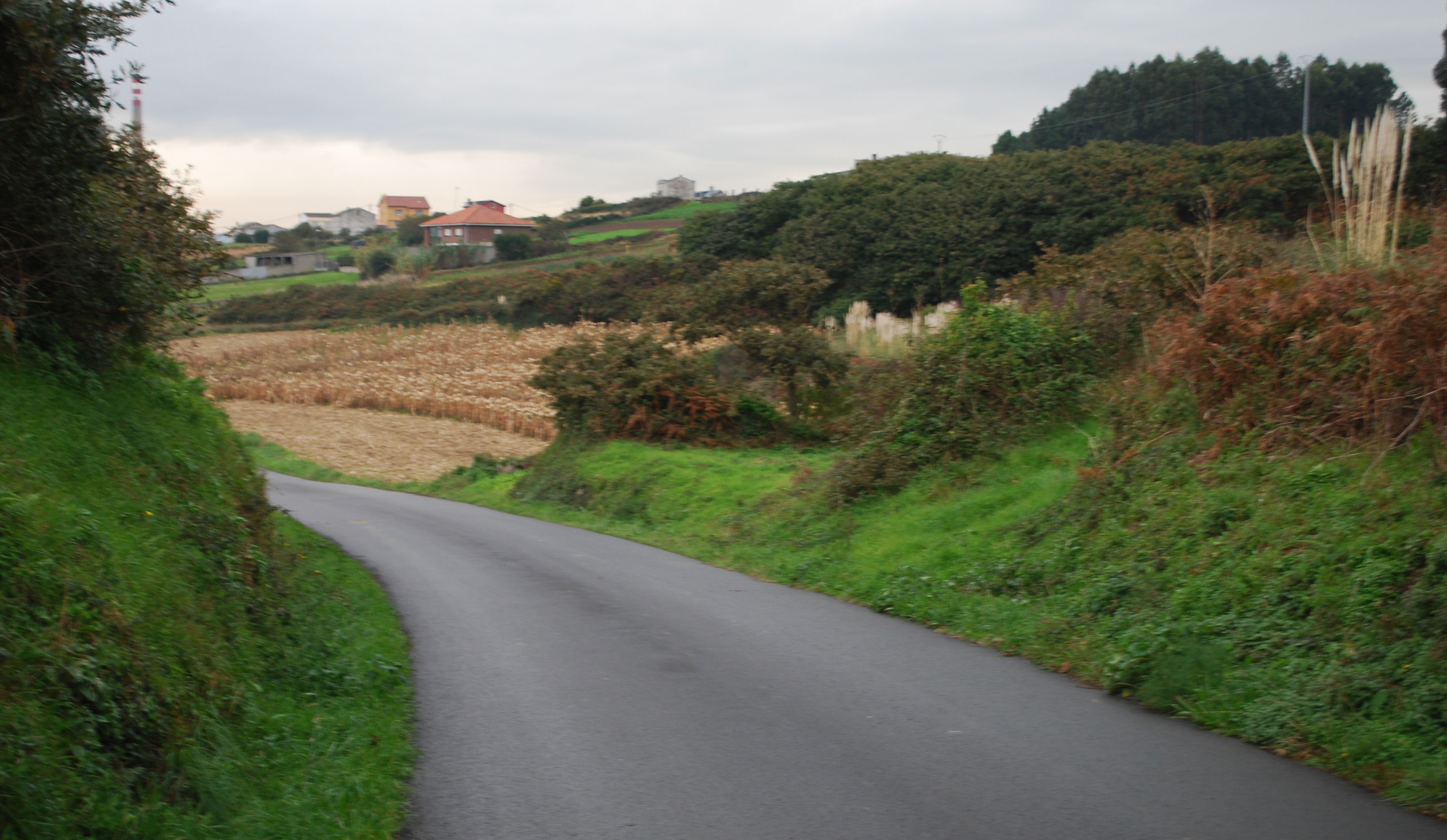
Vista de dentro do Castro.

O castro mede uns 350 metros do sudoeste à nordeste e uns 250 metros do noroeste à sudeste. A parte alta do castro está melhor conservada dando para ver a parte das defesas. No lado mais baixo do castro as lavouras agrícolas desfizeram essa parte. O castro tem internamente socalcos de vários níveis pelos desníveis do chão e por trabalhos agrícolas. Dentro do castro há várias moradias, uma empresa e uma estrada. O castro está aproveitado para leiras (terrenos de cultivo) e hortas. Pode-se ver as pedras nas lindes (raias) e como marcos para os terrenos.
O castro está catalogado e tem uma área de proteção delimitada.

## Tumbas do castro
Em abril de 2009 durante as obras do porto exterior da Corunha nos limites do fecho exterior que delimita o terreno expropiado encontraram-se várias tumbas do castro de Ranhobre a mais de 200 metros do castro.